# Gitta Vanpeborgh
Gitta Vanpeborgh, née le 20 mars 1967 à Mortsel, est une femme politique belge, membre de Vooruit.

## Biographie
Gitta Vanpeborgh nait le 20 mars 1967 à Mortsel.
Le 12 novembre 2020, étant suppléante de la liste Vooruit dans la circonscription de la province d'Anvers, elle devient députée fédérale à la Chambre des représentants à la suite de l'entrée de Jan Bertels en tant que chef de cabinet du ministre Frank Vandenbroucke,.